# Cartografía computarizada

Ejemplo de un mapa digital, en el cual se muestra el IDH de cada región de Nueva Zelanda en 2018.

La cartografía computarizada o digital es el arte, la ciencia y la tecnología de crear y utilizar mapas a través de una computadora. Esto representa un cambio de paradigma en la forma en la que se realizan mapas, aunque sigue siendo fundamentalmente un subcampo de la cartografía tradicional. La función principal de esta tecnología es la creación mapas, incluyendo representaciones precisas de un área particular como, por ejemplo, las principales calles, carreteras y otros puntos de interés, y en la creación de mapas temáticos. La cartografía digital es una de las principales funciones de los sistemas de información geográfica, sin embargo, estos no son necesarios para facilitar la cartografía computarizada, además de que tienen funciones aparte de simplemente hacer mapas. Las primeras publicaciones revisadas por pares sobre el uso de computadoras en la cartografía son varios años anteriores a la introducción del SIG completo.
La cartografía computarizada se utiliza en diversos programas, a menudo mediante la integración del GPS. Esto permite la generación automatizada de mapas en tiempo real para tareas como los sistemas de navegación automotriz.

## Historia

### Del papel a la ausencia de papel
En 1959, Waldo Tobler publicó un artículo titulado «Automation and Cartography» [Automatización y Cartografía] que estableció el primer caso de uso de las computadoras como herramientas en cartografía. En este artículo, Tobler estableció lo que él llamó un sistema «mapa dentro-mapa fuera» (por sus siglas en inglés, MIMO), que facilitó la digitalización de mapas tradicionales, modificándolos y reproduciéndolos. El sistema MIMO, aunque simple, estableció el uso de computadoras para la creación de mapas en la literatura y sentó las bases para sistemas de información geográfica más avanzados en años posteriores por geógrafos como Roger Tomlinson. La rápida aceleración que siguió condujo a un rápido cambio de paradigma en la cartografía, donde la cartografía tradicional fue reemplazada por la cartografía asistida por computadoras. Esto se predijo en 1985, cuando Mark Monmonier especuló en su libro Technological Transition in Cartography que la cartografía computacional facilitada por SIG reemplazaría en gran medida la cartografía tradicional de lápiz y papel. Se cree que el hito de crear y distribuir más mapas con computadoras se alcanzó en algún momento a mediados de la década de 1990.

### Capacidades ampliadas
Los primeros mapas digitales tenían la misma funcionalidad básica que los mapas en papel, ofrecer una «vista virtual» de las carreteras, generalmente delimitadas por el terreno circundante. Sin embargo, a medida que los mapas digitales han evolucionado con la expansión de la tecnología GPS en la última década, se han añadido actualizaciones en tiempo real, puntos de interés y ubicaciones de servicios para optimizarlos y hacerlos más «accesibles al usuario». Las «vistas virtuales» tradicionales son ahora solo una parte de la cartografía computarizada. En muchos casos, los usuarios pueden elegir entre mapas virtuales, vistas aéreas (satelitales) e híbridas (una combinación de mapa virtual y de vistas aéreas). Gracias a la posibilidad de actualizar y ampliar los dispositivos de cartografía digital, se pueden añadir carreteras y lugares de nueva construcción para que aparezcan en los mapas.[cita requerida] Se pueden generar mapas tridimensionales de paisajes utilizando escáneres tridimensional o software de reconstrucción tridimensional.

## Recopilación de datos
Los mapas digitales dependen en gran medida de una gran cantidad de datos recopilados a lo largo del tiempo. La mayor parte de la información que compone los mapas digitales es la combinación de imágenes satelitales e información de las calles. Los mapas deben actualizarse con frecuencia para ofrecer a los usuarios la representación más precisa de una ubicación. Si bien existe una amplia gama de empresas especializadas en cartografía digital, el objetivo es que los mapas digitales representarán las carreteras con la precisión que realmente presentan, ofreciendo experiencias realistas.

## Funcionalidad y uso

### Aplicaciones informáticas
Los programas y aplicaciones informáticas proporcionan imágenes y datos de mapas a nivel de calles de gran parte del mundo.

### Aplicaciones científicas
El desarrollo de la informática móvil ha impulsado desde aproximadamente el año 2000 el uso de la cartografía digital en las ciencias y las ciencias aplicadas. A mediados de 2009 los campos científicos que utilizan la tecnología de mapeo digital incluyen la geología, la ingeniería, la arquitectura, la agrimensura, la minería, la silvicultura, las ciencias ambientales y la arqueología.

### Sistemas de navegación GPS
El principal uso mediante el cual la cartografía digital ha crecido en la última década ha sido su conexión con la tecnología GPS. El GPS es la base detrás de los sistemas de navegación cartográfica digital.
Las coordenadas, la posición y el tiempo atómico obtenidos por un receptor GPS terrestre de los satélites GPS que orbitan la Tierra interactúan para proporcionar al programa de cartografía digital los puntos de origen y de destino necesarios para calcular la distancia. Esta información se analiza y compila para crear un mapa que ofrece la manera más fácil y eficiente de llegar a un destino.